# Bacteriologie
Bacteriologia este acea ramură a microbiologiei, ce studiază reprezentanții regnului Monera și acțiunile lor adverse asupra altor organisme.